# Championnat de France féminin de volley-ball 1985-1986
Navigation
Saison précédente Saison suivante
| \| Paris: · CASG Paris · Paris UC · Stade français · Espoirs de France · Racing club de France Clamart Meylan La Tronche Lyon Montpellier Paris Saint-Maur-des-Fossés Saint-André-lez-Lille Lille \| Localisation des clubs engagés dans le championnat. |
| Paris: · CASG Paris · Paris UC · Stade français · Espoirs de France · Racing club de France Clamart Meylan La Tronche Lyon Montpellier Paris Saint-Maur-des-Fossés Saint-André-lez-Lille Lille                                                           |

Le Championnat de France de volley-ball féminin, Nationale 1 1985-1986, a opposé les douze meilleures équipes françaises de volley-ball. Le CASG Paris a déclaré forfait en début de saison.

## Listes des équipes en compétition
| Club sportif municipal de Clamart                |
| Entente sportive Meylan La Tronche volley-ball   |
| Espoirs de France                                |
| PSD Lyon Volley-Ball                             |
| ASPTT Montpellier                                |
| Lille Université Club                            |
| Club athlétique des sports généraux Paris        |
| Paris Université Club                            |
| Racing club de France                            |
| Union sportive volley-ball Saint-André-lez-Lille |
| VGA Saint-Maur                                   |
| Stade français                                   |

## Formule des compétitions
- Le championnat de France 1984-1985 a donc été divisé en trois parties :

1. Douze clubs ont été divisés en trois poules de quatre. Après un championnat aller et retour, les deux premiers de chaque groupe composent la Nationale 1A, les six autres forment la Nationale 1B.
2. Championnat normal à six clubs d'une Nationale 1A et d'une Nationale 1B
3. Les quatre premiers de la Nationale 1A jouent une poule finale (dit tournois des As) pour décerner le titre de champion de France.

## Saison régulière

### Première phase
| Poule A                                                         | Poule B                                                                 | Poule C                                         |
| --------------------------------------------------------------- | ----------------------------------------------------------------------- | ----------------------------------------------- |
| CSM Clamart US Saint-André-lez-Lille Espoirs de France Paris UC | Racing club de France CASG Paris ES Meylan La Tronche ASPTT Montpellier | VGA Saint-Maur Stade français Lille UC PSD Lyon |

### Troisième phase

#### Tournois des As
| # | Équipe                |
| 1 | Clamart (T)           |
| 2 | Racing club de France |
| 3 | Saint-Maur-des-Fossés |
| 4 | Saint-André-lez-Lille |

## Bilan de la saison
| Tableau d'Honneur |           |
| Compétition       | Vainqueur |
| Nationale 1       | Clamart   |

| Qualifications européennes 1986-1987 |                       |
| Compétition                          | Qualifiés             |
| Coupe d'Europe des Clubs Champions   | Clamart               |
| Coupe des vainqueurs de Coupes       | VGA Saint-Maur        |
| Coupe de la CEV                      | Racing club de France |

| Promotions et relégations |
| Relégués en Nationale 2   |
| Promu de Nationale 2      |